# Coelidium minimum
Coelidium minimum är en ärtväxtart som beskrevs av Granby. Coelidium minimum ingår i släktet Coelidium, och familjen ärtväxter. Inga underarter finns listade i Catalogue of Life.